# Hermann Geiger (Maler)

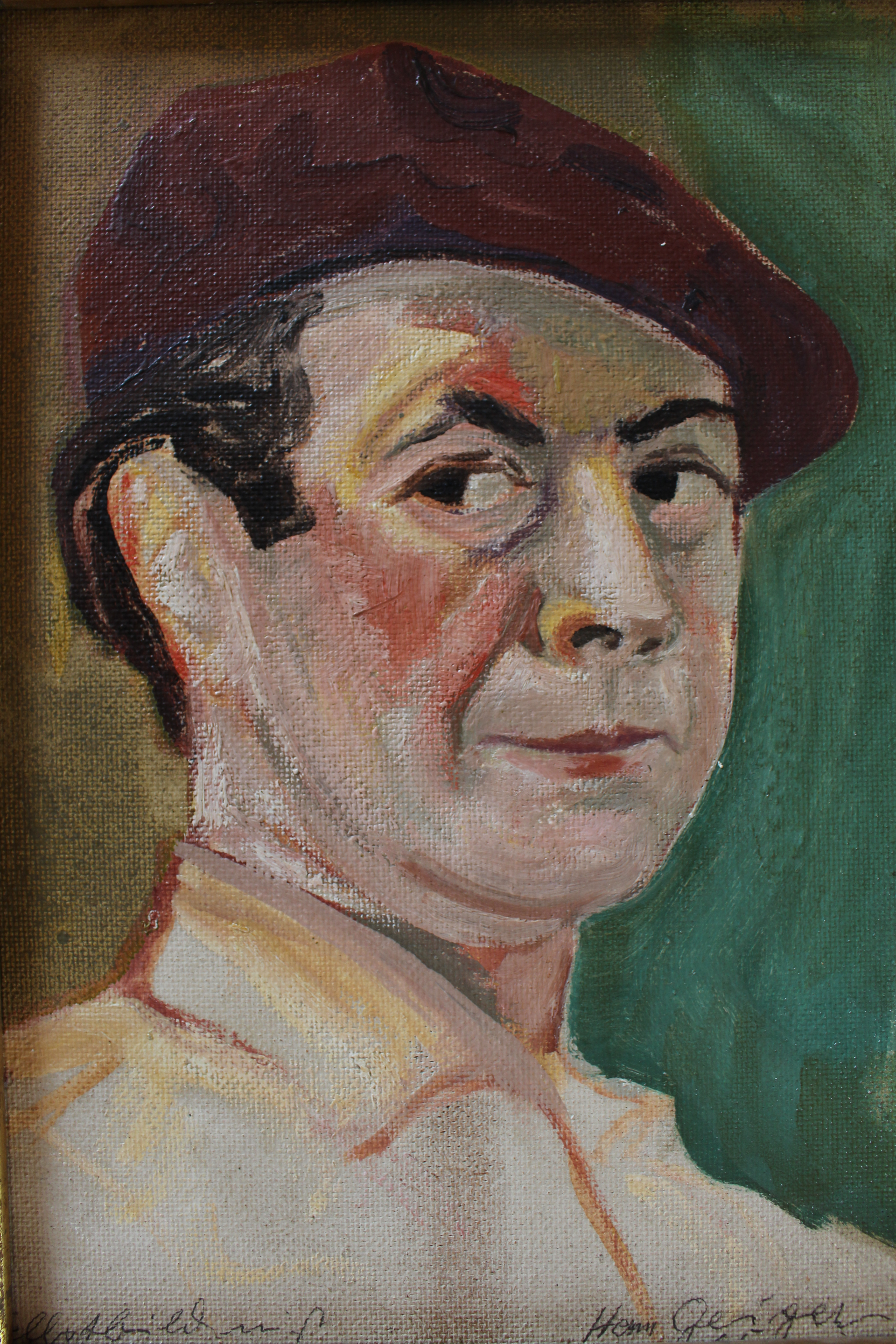
Hermann Geiger, Selbstbildnis, 1965, Öl auf Leinwand, Bestand Hermann Geiger.

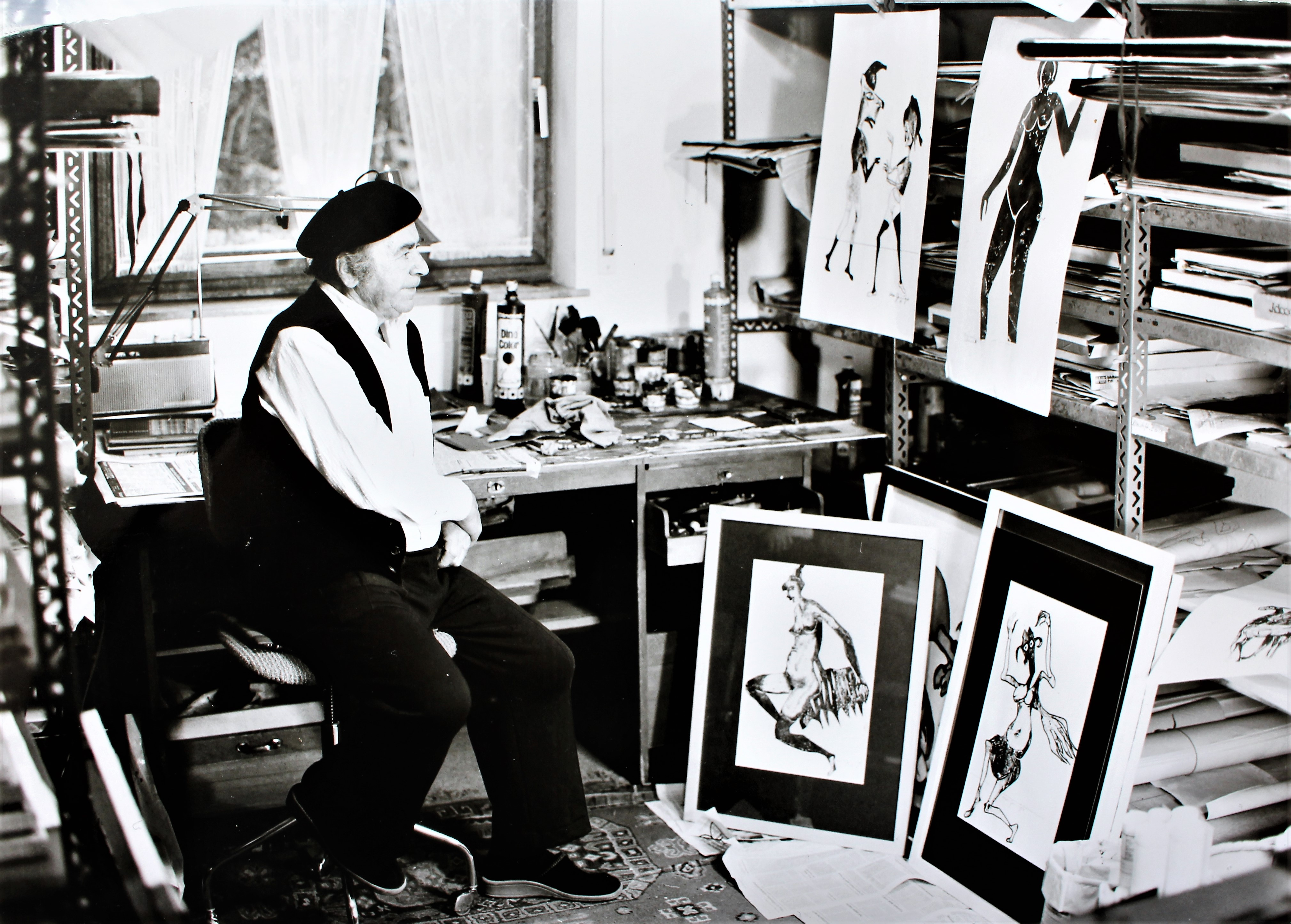
Hermann Geiger

Hermann Geiger (* 30. Oktober 1904 in Stuttgart; † 1. September 1989 ebenda) war ein deutscher Maler und Grafiker, der mit verschiedenen Materialien und Techniken arbeitete.

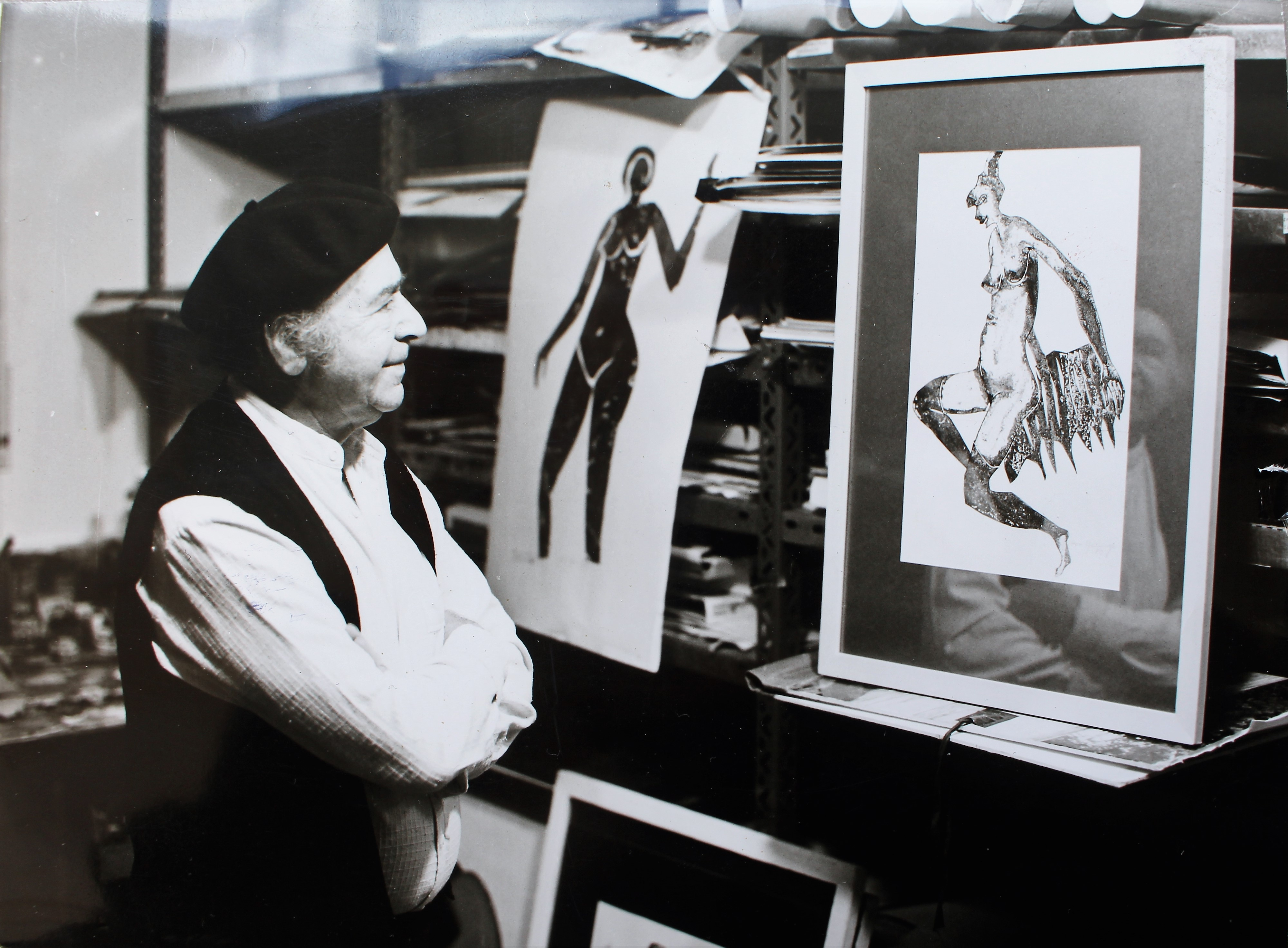
Hermann Geiger mit Arbeiten zu seinen „skurrilen Figuren“

## Werdegang
Hermann Geiger studierte von 1933 bis 1939 Malerei und Grafik an der Kunstakademie Stuttgart. Die Zeitumstände mit Kriegen, Hunger und Ressourcennot verhinderten zunächst eine unbeschwerte Entfaltung seines Talents. Erst in seinen Dreißigern konnte er seinen Wunsch zu studieren realisieren. Während seines Studiums arbeitete er nachts bei der Post, um Frau und drei Kinder zu versorgen; tagsüber besuchte er die Hochschule.
Geiger hatte in Hans Spiegel, den leitenden Direktor der Kunstakademie Stuttgart, einen Unterstützer. Von 1935 bis 1939 war Spiegel Geigers Lehrer, welcher ihn auf seinem Weg inspirierte, bestärkte und ihn zum persönlichen Assistent ernannte.
Bereits in jungen Jahren hatte Geiger seine Freizeit mit dem Malen verbracht und dabei einen kreativen Umgang mit verschiedensten Materialien, welche sich in herrschender Ressourcennot als günstige Malerutensilien erwiesen, entwickelt. Ob Werbeplakate, Kartoffelsäcke, Holzplatten oder Vorhänge – Hermann Geiger schaffte es, aus Vorhandenem etwas Neues, nämlich ein ästhetisches Kunstwerk, zu schaffen. Sein Studium an der Akademie bereicherte dieses Verständnis von Materialien um ein Weiteres, denn dort erhielt er nicht nur eine Ausbildung in Malerei, sondern auch im Umgang mit Grafiken. So arbeitete Geiger in seinem Œuvre neben Gemälden auf verschiedenen Grundlagen auch an Sgraffitos sowie an Mosaiken und Kirchenfenstern im öffentlichen Bau.
Seine künstlerische Entwicklung wurde 1939 durch den Ausbruch des Zweiten Weltkriegs zunächst unterbrochen. Geiger wurde nach seinem Studium zu fünfeinhalb Jahren als Funktruppenführer verpflichtet. Während der Bombardierung seines damaligen Wohnortes brannte Geigers Wohnung vollständig aus, wodurch er nicht nur sein Heim und sein gesamtes Hab und Gut verlor, sondern auch seine bis dahin entstandenen Werke. Nach seiner Rückkehr hielt Geiger sich und seine Familie mit verschiedensten Arbeiten über Wasser, so tauschte er beispielsweise Landschaftsbildnisse in Aquarell und Öl in Lebensmittel ein und auch seine Tätigkeit in der lokalen Post nahm er wieder auf.
Ab den 1950er Jahren konnte er sich dann wieder vermehrt auf sein Künstlerschaffen fokussieren und an Skizzen und daraus resultierenden Gemälden, Wandgemälden, Mosaiken und Kirchenfenstern arbeiten. Hier erwies sich Geiger als besonders produktiv, entwickelte beispielsweise neue innovative Techniken, befasste sich intensiv mit zeitgenössischen Künstlern und der Erfassung von Charakterzügen des Menschen und des Tiers. Aus dieser Beschäftigung entstanden die sogenannten „Skurrilen Figuren“, Synthesen von Mensch zu Tier oder auch von Tier zu Mensch, die sein Alterswerk dominierten.

## Motive
- Porträt/Bildnisse
- Aktdarstellungen
- Landschaften
- Alltägliche Szenen
- Christliche Darstellungen
- Mensch und Tier
- „Skurrile Figuren“
- Charakterstudien

## Leiter der Galerie Kunsthöfle
Neben seiner eigenen Künstlertätigkeit engagierte Geiger sich für andere Künstler, so unterstützte und förderte Geiger vor allem Gleichgesinnte in der lokalen Umgebung. Seine Leidenschaft brachte ihn schließlich zum Kunsthöfle, mit welchem er schon als Kind liebäugelte. Zusammen mit Hermann Metzger veranstaltete er hier erfolgreiche Ausstellungen und Veranstaltungen und übernahm nach dessen Tode die Leitung des Kunsthöfles. Hermann Geiger selbst beschrieb seine erste Begegnung mit dem Cannstatter Kunsthöfle, welches er Jahre später selbst leiten sollte:
„Als das Kunsthöfle entstand, war ich ein zehnjähriger Junge und hatte in dieser zentral gelegenen Freiluftgalerie meine ersten Begegnungen mit den hinter großen Schaufenstern in tiefen Schaufenstern in tiefen Schaukästen ausgehängten Gemälden der Cannstatter ‚Kunsthöfler‘, wie man sie nannte… Es war (…) eine gute Schule für das Auge und bestätigt mir heute die fraglos richtige These, dass die Kunst es ist, dass diese Künstler es sind, die uns normal Sterbliche das Sehen lehren.“
Geiger leitete elf Jahre (1971–1982) die Galerie Kunsthöfle in Stuttgart-Bad Cannstatt ehrenamtlich. Das bereits 1931 als Freilichtgalerie gegründete Kunsthöfle verlagerte unter Geiger 1973 seinen Standort zunächst in die Räume der Stadtteilbücherei und später ins Amtsgericht und Bezirksrathaus. 1983 übernahm Willy Wiedmann die Stelle als Nachfolger Geigers.

## Auswahl an Ausstellungen
Ein kleiner Teil der vielschichtigen Sammlung konnte bereits in zahlreichen Ausstellungen in verschiedenen Städten Deutschlands wie u. a. Wiesbaden, Baden-Baden und München sowie auch im außereuropäischen Umfeld wie den USA präsentiert werden. Den Fokus legte Geiger dabei jedoch stets auf den lokalen Kreis – auf Stuttgart und Umgebung. Neben zahlreichen Ausstellungen, in denen mit Zeichnungen, Druckgrafiken und Ölgemälden primär das zeichnerische und malerische Werk präsentiert wurden, so führte Geiger zudem Wandmalereien, Mosaike, Glasfenster und Sgraffitos für Auftraggeber wie Staat, Stadt und Gemeinden im Umkreis Stuttgart aus.
Auswahl an Ausstellungen:
- Zum 100sten Geburtstag von HERMANN GEIGER, Kunsthöfle 2004
- Gedächtnisausstellung, Atelier Sibylle Wolff 1996
- Stuttgarter Gruppenausstellung, Kunsthöfle(Amtsgericht) 1989
- Kunstverein Kehl-Hanauerland e.v. 1987
- Hotel Monrepos Ludwigsburg 1987
- Künstlerbund 1986
- VBKW "26 Künstler" 1986
- Einzelausstellung, Galerie Sailer, Ditzingen 1985
- Landesgirokasse Bad Cannstatt 1985

## Auszeichnungen
Für seine Leistungen und großes Engagement erhielt Hermann Geiger an seinem 80. Geburtstag das Bundesverdienstkreuz.